# Rastan
Rastan – zaporowy zbiornik w zachodniej Syrii, na rzece Asi. Zbiornik powstały w 1970 jest wykorzystywany do nawadniania.
Parametry zapory:
- Powierzchnia 19,5 km²,
- Pojemność 250 mln m³,
- Wysokość 67 m,
- Długość 475 m.